# Tegen de dikkenekken
Tegen de Dikkenekken is het zevende album uit de Belgische stripreeks De avonturen van Urbanus en verscheen in 1984. Het werd getekend door Willy Linthout en bedacht door Urbanus zelf.

## Verhaal
Urbanus sluit de controleur van de belastingen op en neemt diens plaats over. Minister Léon van Nutteloze Zaken vreest dat Urbanus zal ontdekken dat hij vals geld drukt. Hij neemt contact op met de Dikkenekken, een criminele bende die Urbanus een slechte naam willen geven.

## Culturele verwijzingen en achtergronden
- Een "dikkenek" is een Vlaams dialectwoord voor "opschepper" of een "ijdel, arrogant iemand".
- In dit album maken Stef, Staf en Stylo hun debuut.
- De scène waarin Stef, Staf en Stylo oefenen met hun revolvers komt later, zij het met enkele kleine wijzigingen, terug in Het gefoefel met de zak.